# Alex Mighten
Alexander Cole Mighten (Hartford, Connecticut, Estados Unidos, 11 de abril de 2002) es un futbolista británico. Juega de delantero y su equipo es el San Diego F. C. de la Major League Soccer.

## Trayectoria
En 2009 entró a las inferiores del Nottingham Forest F. C. Debutó con el primer equipo del club el 24 de septiembre de 2019 contra el Arsenal F. C. en la Copa de la Liga. Renovó su contrato el 24 de agosto de 2020. En total disputó 66 partidos antes de ser cedido en agosto de 2022 al Sheffield Wednesday F. C. Un año después volvió a ser prestado, esta vez al K. V. Kortrijk. Con este equipo jugó doce partidos y en febrero de 2024 acumuló otra cesión en el Port Vale F. C.
El 31 de agosto de 2024 puso fin a su etapa en Nottingham tras marcharse al San Diego F. C., equipo que lo cedió al F. C. Nordsjælland hasta final de año.

## Selección nacional
Por su origen, puede representar a Inglaterra o Estados Unidos a nivel internacional.
Es internacional en categorías inferiores con Inglaterra desde la sub-15.

## Clubes
| Club                               | País           | Año       |
| ---------------------------------- | -------------- | --------- |
| Nottingham Forest F. C.            | Inglaterra     | 2019-2024 |
| Sheffield Wednesday F. C. (cedido) | Inglaterra     | 2022-2023 |
| K. V. Kortrijk (cedido)            | Bélgica        | 2023-2024 |
| Port Vale F. C. (cedido)           | Inglaterra     | 2024      |
| San Diego F. C.                    | Estados Unidos | 2024-     |
| F. C. Nordsjælland (cedido)        | Dinamarca      | 2024      |